# King Coleman
Carlton "King" Coleman (20 de Janeiro de 1932 – 11 de setembro de 2010) foi um cantor estadunidense de rhythm and blues.